# 木津川市
木津川市（日语：／ Kizugawa shi */?）是位於日本京都府南部的行政區劃，為京都府轄下位置最南端的市，南接奈良縣奈良市。在西元740年至744年期間，日本的首都恭仁京曾位於此地。
轄內東半部為山區，木津川自東向西穿過市區中心，其市名正來此條河川。
木津川市距離京都市與大阪市的市中心皆約在30至40公里之間，距離奈良市中心更僅有8公里，也都有鐵路路線可以直接進入這個城市，也因此同時成為這三個城市的衛星城市。但由於緊鄰奈良市，生活圈較依賴奈良，為了配合大阪、京都、奈良共同合作的都市開發計畫「關西文化學術研究都市」，在西南側與奈良市交界處則有一兩市共同開發的平城・相樂新市鎮，吸引了大量居民移居，使得木津川市成為日本全國數一數二的高人口成長率行政區。在由民間政策研究組織日本創成會議所公佈的人口成長估算中，預估2040年時木津川市將是京都府內唯一年輕女性人口成長率為正數的自治體。
在「關西文化學術研究都市」的12據點之中，精華-西木津區、平城-相樂區、木津區共計三個據點坐落於木津川市，因此木津川市也以文化與學術發展為其目標之一；目前有樂敦製藥、歐姆龍、積水房屋等多家企業在木津川市設有產品研究據點。

## 人口
| 木津川市人口分布圖 |                                                 |  |
| 木津川市與日本全國年齡別人口分布比較圖 （2005年資料） | 木津川市的年齡、男女別人口分布圖 （2005年資料） |  |
| ■紫色是木津川市 ■綠色是全国 | ■藍色是男性 ■紅色是女性                         |  |
| 木津川市人口變化 \| 1970年 \| 28,007人 \| \| \| 1975年 \| 29,958人 \| \| \| 1980年 \| 34,431人 \| \| \| 1985年 \| 39,761人 \| \| \| 1990年 \| 49,532人 \| \| \| 1995年 \| 52,436人 \| \| \| 2000年 \| 58,809人 \| \| \| 2005年 \| 63,649人 \| \| \| 2010年 \| 69,761人 \| \| \| 2015年 \| 72,840人 \| \| \| 2020年 \| 77,907人 \| \| |                                                 |  |
| 資料來源：日本總務省統計中心提供之人口普查數據 |                                                 |  |
| 1970年 | 28,007人                                        |  |
| 1975年 | 29,958人                                        |  |
| 1980年 | 34,431人                                        |  |
| 1985年 | 39,761人                                        |  |
| 1990年 | 49,532人                                        |  |
| 1995年 | 52,436人                                        |  |
| 2000年 | 58,809人                                        |  |
| 2005年 | 63,649人                                        |  |
| 2010年 | 69,761人                                        |  |
| 2015年 | 72,840人                                        |  |
| 2020年 | 77,907人                                        |  |

## 歷史
現在的木津川市範圍在令制國時代屬於山城國相樂郡，西元8世紀初期，由於成為建設平城京（位於現在的奈良市）的木材搬運港而開始發展，也因此得到（木之港）的地名。西元740年聖武天皇將首都遷至此地，在此建立恭仁京，但在744年首都再次被遷移至難波京（位於現在的大阪市）。此後，此地仍持續成為皇族相關人員的領地，直到明治維新後被劃入京都府。
1889年實施町村制，現在的木津川市在當時分屬棚倉村、高麗村、上狛村、相樂村、木津村、加茂村、當尾村、瓶原村，共8個行政區劃。其中木津村、上狛村、加茂村先後在1893年、1926年1928年改制為木津町、上狛町、加茂村；而後在1950年代的昭和大合併期間，相樂村被併入木津町，當尾村和瓶原村被併入加茂町，其餘的上狛町、高麗村、棚倉村則合併為山城町。
2007年山城町、木津町與加茂町再次合併，在規劃時曾考慮過的新名稱包括有：「山城市」、「京山城市」、「南京都市」、「恭仁京市」，最終以木津川做為新的市名。

### 變遷表
| 1889年4月1日 | 1889年 - 1926年       | 1926年 - 1944年       | 1945年 - 1954年         | 1955年 - 1989年     | 1989年 - 现在          | 现在                   |
| ------------ | --------------------- | --------------------- | ----------------------- | ------------------- | ---------------------- | ---------------------- |
| 木津村       | 1893年11月22日 木津町 | 1893年11月22日 木津町 | 1893年11月22日 木津町   | 木津町              | 2007年3月12日 木津川市 | 2007年3月12日 木津川市 |
| 相乐村       | 相乐村                | 相乐村                | 1951年4月1日 并入木津町 | 木津町              | 2007年3月12日 木津川市 | 2007年3月12日 木津川市 |
| 上狛村       | 1926年7月1日 上狛町   | 1926年7月1日 上狛町   | 1926年7月1日 上狛町     | 1956年8月1日 山城町 | 2007年3月12日 木津川市 | 2007年3月12日 木津川市 |
| 高丽村       |                       |                       |                         | 1956年8月1日 山城町 | 2007年3月12日 木津川市 | 2007年3月12日 木津川市 |
| 棚仓村       |                       |                       |                         | 1956年8月1日 山城町 | 2007年3月12日 木津川市 | 2007年3月12日 木津川市 |
| 加茂村       | 加茂村                | 1928年2月11日 加茂町  | 1928年2月11日 加茂町    | 加茂町              | 2007年3月12日 木津川市 | 2007年3月12日 木津川市 |
| 当尾村       | 当尾村                | 当尾村                | 1951年4月1日 并入加茂町 | 加茂町              | 2007年3月12日 木津川市 | 2007年3月12日 木津川市 |
| 瓶原村       |                       |                       | 1951年4月1日 并入加茂町 | 加茂町              | 2007年3月12日 木津川市 | 2007年3月12日 木津川市 |

## 交通
轄內主要鐵路車站為木津車站，共有奈良線、片町線（學研都市線）、關西本線（大和路線）在此交會，因此在此有開往京橋、京都、奈良、龜山四個方向的列車；在轄區西部也有近鐵京都線通過，可連結京都及奈良。
公路則有南北向的國道24號與東西向的國道163號在轄內交會，高速公路則有京奈和自動車道，並設有木津交流道，往北可接入新名神高速公路，往南路段則仍在興建中，待通車後可經奈良通往和歌山。

### 鐵路
- 西日本旅客鐵道（JR西日本）
  - 關西本線：（←笠置町） - 加茂車站
  - 大和路線（關西本線）：加茂車站 - 木津車站 - （奈良市→）
  - 片町線：木津車站 - 西木津車站 - （精華町→）
  - 奈良線：（←井手町） - 棚倉車站 - 上狛車站 - 木津車站
- 近畿日本鐵道（近鐵）
  - 京都線：（←精華町） - 木津川台車站 - 山田川車站 - （精華町） - （木津川市） - （奈良市）

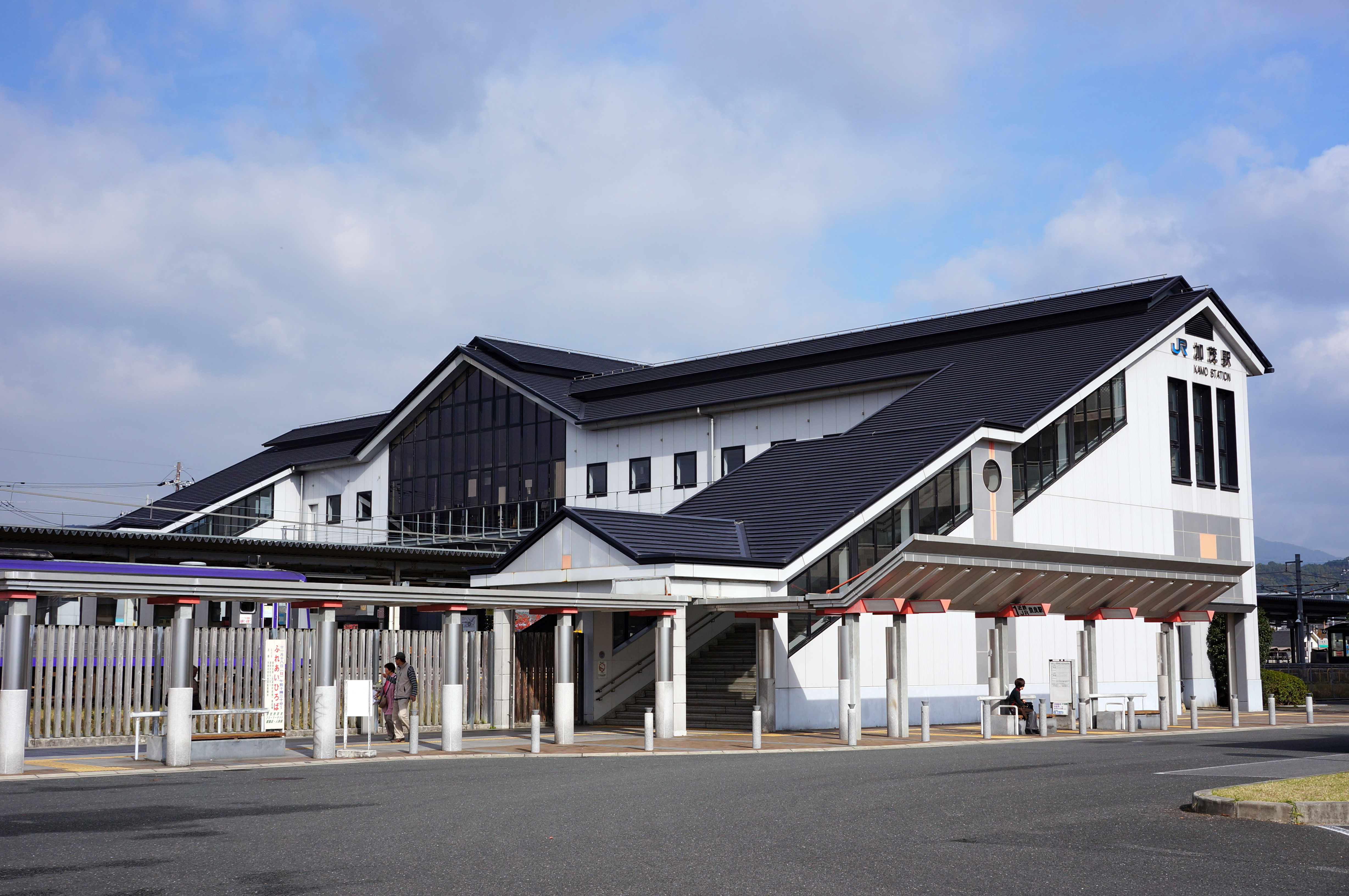
加茂車站
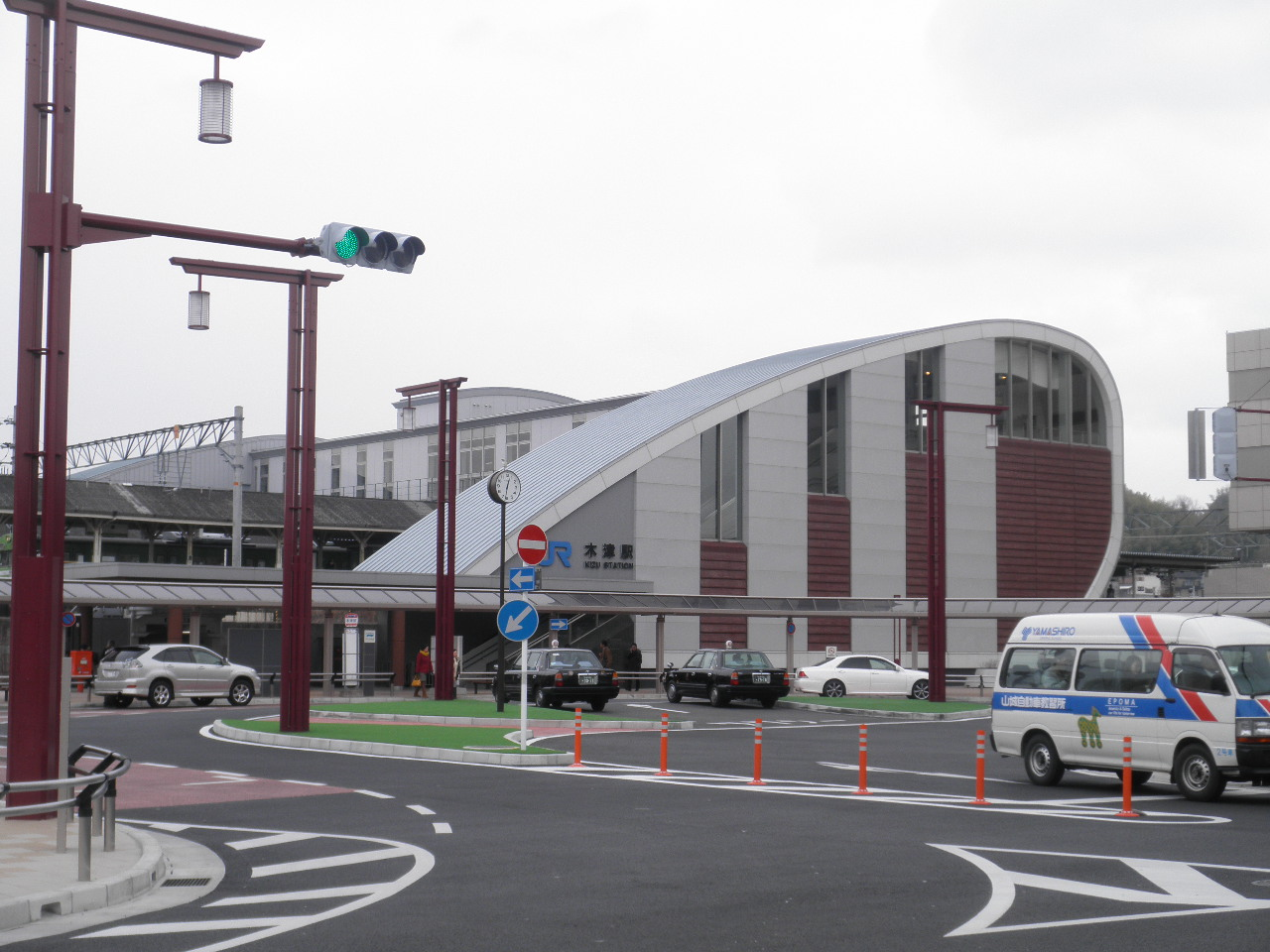
木津車站
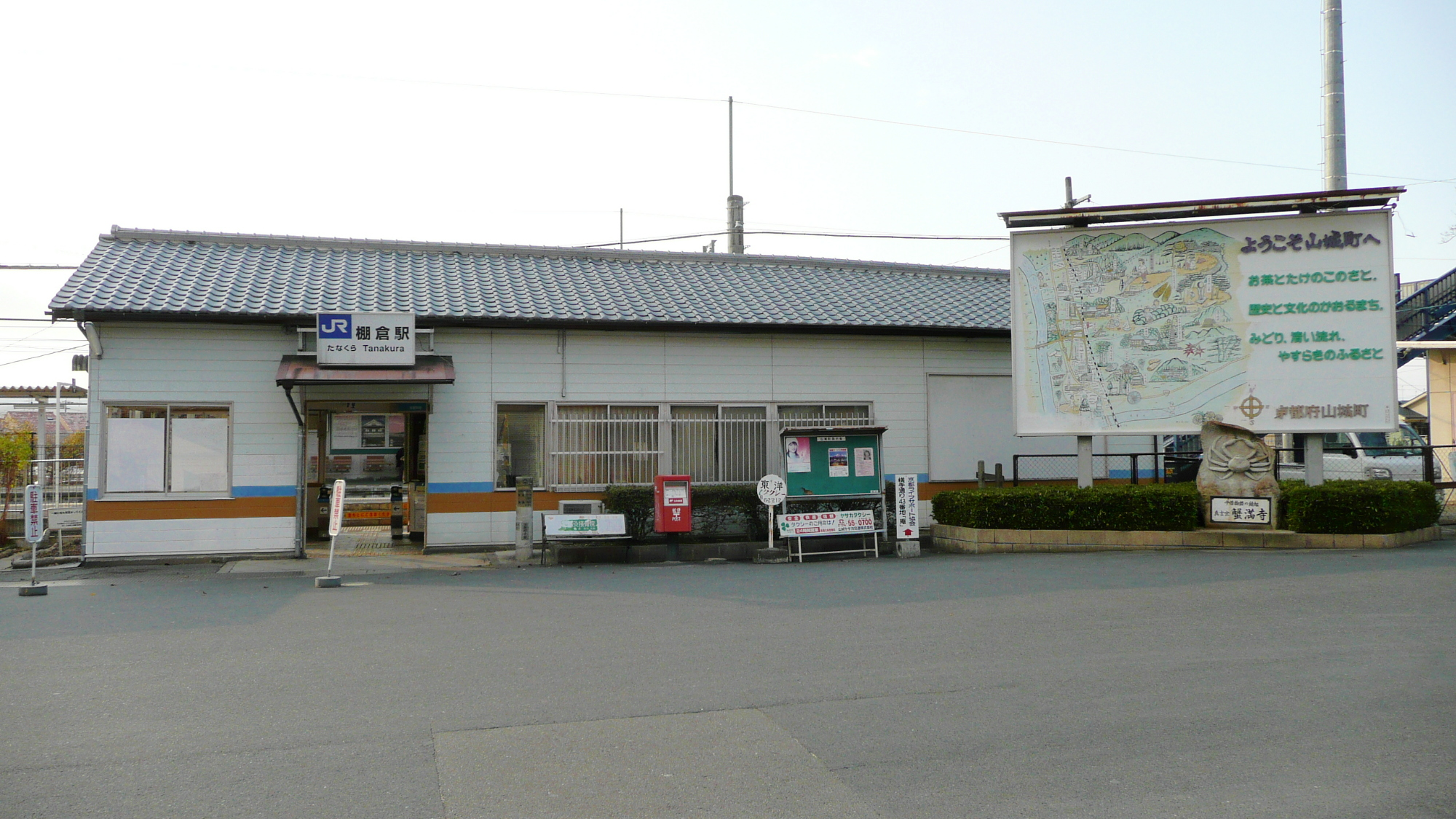
棚倉車站

## 名勝古蹟
於740年至744年間曾為日本奈良時代的首都恭仁京所在地的木津川市，自古以來有豐富的歷史觀光資源。奈良時代的奈良因香火鼎盛，街弄繁華喧囂，當時的僧侶為了尋求靜心修行之處翻越山嶺，在木津川市的當尾地區建立修行場，修行場久而久之成為了今天佇立於木津川市的寺廟。而虔誠的佛教徒在當尾地區豎立多尊石佛，成為木津川市著名的觀光景點。
其他名勝古蹟包括:
- 淨瑠璃寺有著名的九尊阿彌陀佛，是日本國寶之一
- 岩船寺又稱八仙花寺，是關西花卉寺院之一
- 海住山寺立有國寶的五重塔
- 蟹滿寺因螃蟹報恩的故事而出名，寺內外皆有螃蟹造型。
- 和泉式部遺址
- 平重衡遺址

## 教育
同志社大學於2005年買下了過去佳能設於此的生態研究所，設立為「學研都市校區」，於2006年啟用，由於緊鄰学研都市醫院，在此與其合作進行醫學工程相關的研究。
幼稚園
- 木津幼稚園
- 相樂幼稚園
- 高原幼稚園

小學
- 木津小學
- 相樂小學
- 高原小學
- 相樂台小學
- 木津川台小學
- 梅美台小學
- 州見台小學
- 城山台小學
- 加茂小學
- 恭仁小學
- 南加茂台小學
- 上狛小學
- 棚倉小學
- 同志社國際學院初等部

中學
- 木津中學
- 木津第二中學
- 木津南中學
- 泉川中學
- 山城中學
- 同志社國際學院國際部

高中
- 南陽高中

## 姊妹、友好城市
- 京丹後市（京都府）：兩市於2008年1月11日締結為友好都市。

## 本地出身之名人
- 木津地區
  - 田中浩康：職業棒球選手，隸屬於東京養樂多燕子。
  - 石田佳世：高知放送女主播。
  - 西田麻衣：寫真集女星。
  - 橫山由依：AKB48成員。
- 山城地區
  - 高岡壽成：田徑、長跑選手（日本國內5000公尺長跑、10000公尺長跑與馬拉松項目的紀錄保持人）
- 加茂地區
  - 町田星兒：吉本興業搞笑組合「車頭燈」（ヘッドライト）成員。

## 外部連結
- （日語） 很讚！木津川的Facebook專頁
- （日語） YouTube上的木津川市頻道